# 那須川将大
那須川 将大（なすかわ まさひろ、1986年12月29日 - ）は、北海道登別市出身のサッカー指導者、元プロサッカー選手。現役時代のポジションはディフェンダー（左サイドバック）。既婚。

## 来歴

### プロ入り前
小学校時代、中学校時代といずれも全国大会出場を経験し、中学校卒業後は青森山田高校に進学。プロクラブへのアピールの場と考えていた高校3年次の全国高等学校サッカー選手権大会開催前に骨折し、高校最後の大会に出場することが出来なかった。高校卒業後は中京大学に進学し、体育会サッカー部に入部。左サイドパックとしてプレーし、4年次には主将を務めた。3年次には同年度の全日本大学選手権で3位の成績を修めるなど、高校時代の鬱憤を晴らす活躍を見せた。

### プロ入り後
2009年に東京ヴェルディに入団。元日本代表の服部年宏とポジションを争いルーキーながら23試合に出場したが、クラブの経営難により2010年は栃木SCへ期限付き移籍。入江利和とポジションを争い14試合に出場した。2011年は栃木に完全移籍し、27試合に出場した。2012年、同僚の大久保裕樹と共に徳島ヴォルティスに完全移籍。同年はリーグ戦36試合出場、出場時間3,184分といずれも自己最多の数値をマークした。3年目の2014年には自身初のJ1リーグでのプレーを経験した。
2015年、松本山雅FCへ完全移籍。2016年11月に右第5中足骨の疲労骨折により戦線離脱。翌2017年10月の千葉戦で復帰し、同試合含め最終節までの全6試合に先発出場を果たしたが、同年を以て松本との契約が満了になり退団した。
2018年、大分トリニータに完全移籍。8月5日の第27節・新潟戦では、前半32分にクロス気味のシュート、自称「シュータリング」を放ち先制点となるゴールを記録した。同シーズン限りで契約満了により大分を退団。
同年12月13日、フクダ電子アリーナで行われたJリーグ合同トライアウトに出場した。
2019年、松本に2年ぶりに加入。同年7月に藤枝MYFCへ完全移籍。
2021年を以て現役を引退。2022年より、鹿島アントラーズつくばジュニアユースのコーチに就任した。また同年6月15日 - 6月19日にかけて行われたJFAエリートプログラムU-13のトレーニングキャンプにコーチとして帯同した。

## エピソード
大学時代に体育の教員免許を取得している。
2011年9月に入籍を発表した。

## 所属クラブ
- 富岸Jr.キッカーズ
- 登別市立緑陽中学校
- 青森山田高校
- 中京大学
- 2009年 - 2010年  東京ヴェルディ
  - 2010年  栃木SC (期限付き移籍)
- 2011年  栃木SC
- 2012年 - 2014年  徳島ヴォルティス
- 2015年 - 2017年  松本山雅FC
- 2018年  大分トリニータ
- 2019年 - 同年7月  松本山雅FC
- 2019年7月 - 2021年  藤枝MYFC

## 個人成績
| 国内大会個人成績 | 国内大会個人成績 | 国内大会個人成績 | 国内大会個人成績 | 国内大会個人成績 | 国内大会個人成績 | 国内大会個人成績 | 国内大会個人成績 | 国内大会個人成績 | 国内大会個人成績 | 国内大会個人成績 | 国内大会個人成績 |
| 年度             | クラブ           | 背番号           | リーグ           | リーグ戦         | リーグ戦         | リーグ杯         | リーグ杯         | オープン杯       | オープン杯       | 期間通算         | 期間通算         |
| 年度             | クラブ           | 背番号           | リーグ           | 出場             | 得点             | 出場             | 得点             | 出場             | 得点             | 出場             | 得点             |
| 日本             | 日本             | 日本             | 日本             | リーグ戦         | リーグ戦         | リーグ杯         | リーグ杯         | 天皇杯           | 天皇杯           | 期間通算         | 期間通算         |
| ---------------- | ---------------- | ---------------- | ---------------- | ---------------- | ---------------- | ---------------- | ---------------- | ---------------- | ---------------- | ---------------- | ---------------- |
| 2009             | 東京V            | 24               | J2               | 23               | 0                | -                | -                | 0                | 0                | 23               | 0                |
| 2010             | 栃木             | 24               | J2               | 14               | 1                | -                | -                | 2                | 0                | 16               | 1                |
| 2011             | 栃木             | 24               | J2               | 27               | 3                | -                | -                | 1                | 0                | 28               | 3                |
| 2012             | 徳島             | 24               | J2               | 36               | 1                | -                | -                | 2                | 1                | 38               | 2                |
| 2013             | 徳島             | 24               | J2               | 17               | 1                | -                | -                | 0                | 0                | 17               | 1                |
| 2014             | 徳島             | 24               | J1               | 20               | 0                | 4                | 0                | 2                | 0                | 26               | 0                |
| 2015             | 松本             | 24               | J1               | 2                | 0                | 3                | 0                | 1                | 0                | 6                | 0                |
| 2016             | 松本             | 24               | J2               | 20               | 1                | -                | -                | 0                | 0                | 20               | 1                |
| 2017             | 松本             | 24               | J2               | 6                | 0                | -                | -                | 0                | 0                | 6                | 0                |
| 2018             | 大分             | 3                | J2               | 8                | 1                | -                | -                | 0                | 0                | 8                | 1                |
| 2019             | 松本             | 24               | J1               | 0                | 0                | 5                | 0                | 1                | 0                | 6                | 0                |
| 2019             | 藤枝             | 36               | J3               | 6                | 0                | -                | -                | -                | -                | 6                | 0                |
| 2020             | 藤枝             | 24               | J3               | 24               | 0                | -                | -                | -                | -                | 24               | 0                |
| 2021             | 藤枝             | 24               | J3               | 10               | 0                | -                | -                | -                | -                | 10               | 0                |
| 通算             | 日本             | 日本             | J1               | 22               | 0                | 12               | 0                | 4                | 0                | 38               | 0                |
| 通算             | 日本             | 日本             | J2               | 151              | 8                | -                | -                | 5                | 1                | 156              | 9                |
| 通算             | 日本             | 日本             | J3               | 40               | 0                | -                | -                | -                | -                | 40               | 0                |
| 総通算           | 総通算           | 総通算           | 総通算           | 213              | 8                | 12               | 0                | 9                | 1                | 234              | 9                |

その他公式戦
- 2013年
  - J1昇格プレーオフ 1試合0得点

出場・得点歴
- J1初出場 - 2014年3月1日 第1節 サガン鳥栖戦（ベアスタ）
- J2初出場 - 2009年4月19日 第9節 ヴァンフォーレ甲府戦（小瀬）
- J3初出場 - 2019年8月31日 第21節 ガイナーレ鳥取戦（藤枝サ）
  - 初得点 - 2010年9月23日 第27節 愛媛FC戦（栃木グ）

## 代表・選抜歴
- 2007年-2008年 東海・北信越大学選抜

## タイトル
- デンソーカップチャレンジサッカー (2008年)

## 指導歴
- 2022年 - 鹿島アントラーズ つくばジュニアユース：コーチ